# Namibia en los Juegos Paralímpicos de Atenas 2004
Namibia estuvo representada en los Juegos Paralímpicos de Atenas 2004 por un deportista masculino. El equipo paralímpico namibio no obtuvo ninguna medalla en estos Juegos.